# Tertuliana
Tertuliana – imię żeńskie pochodzenia łacińskiego, oznaczające "urodzona jako trzeci". Żeński odpowiednik imienia Tertulian. Wśród patronów – św. Tertulian, prezbiter (zm. w poł. III wieku).
Tertuliana imieniny obchodzi 27 kwietnia i 4 sierpnia.